# Kessenich
Kessenich est une section de la commune belge de Kinrooi située en Région flamande dans la province de Limbourg. C'était une commune à part entière avant la fusion des communes de 1971.

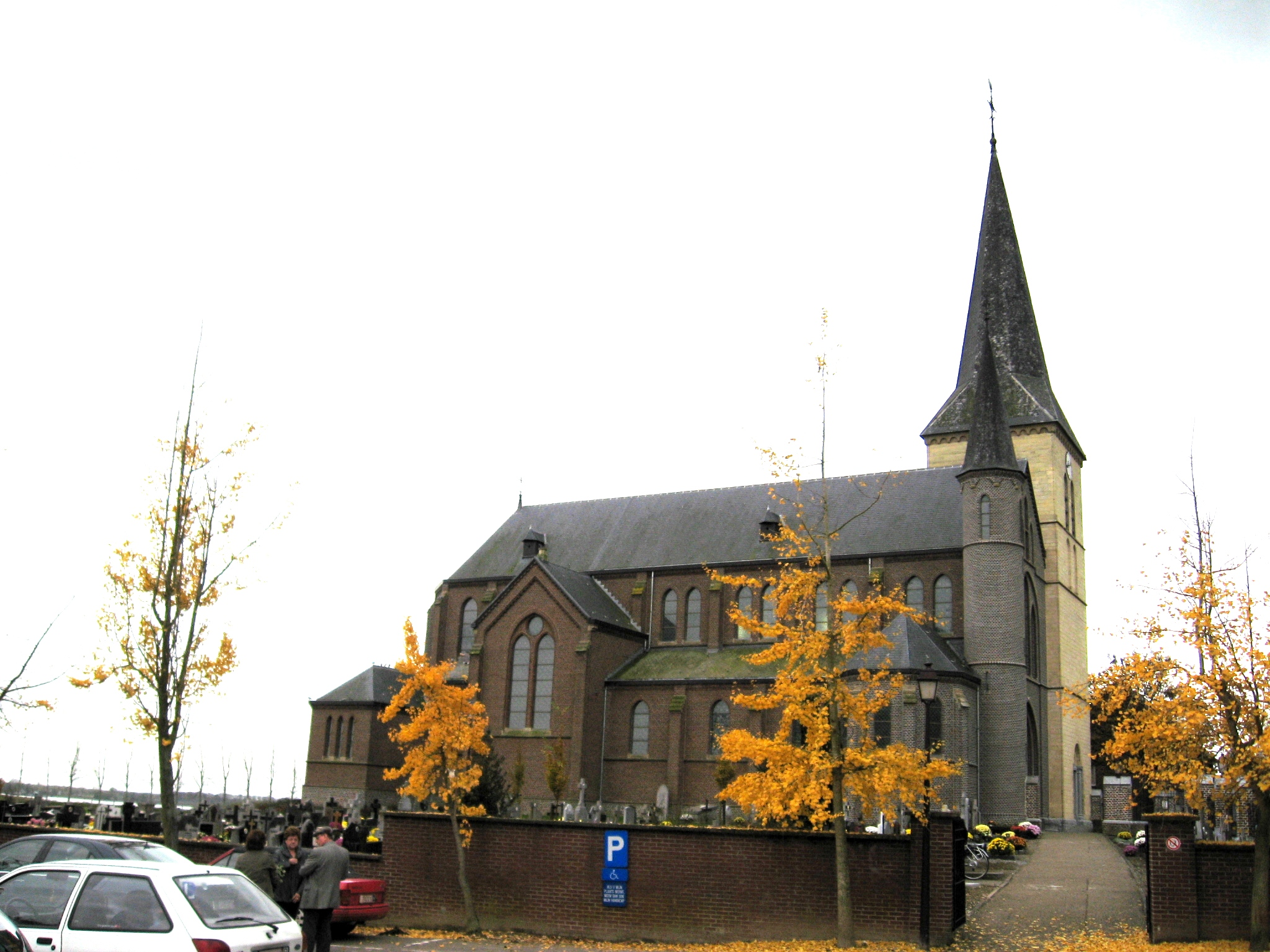
Église Saint-Martin

## Évolution démographique
- Sources: INS, www.limburg.be et Commune de Kinrooi
- 1845:Les hameaux de Kinrooi et de Bomerstraat furent rattachés à la nouvelle commune de Kinrooi; le hameau de Beersel fut rattaché à la nouvelle commune de Molenbeersel